# سواران دوزخی
سواران دوزخی (انگلیسی: Hells Angels on Wheels) یک فیلم موتورسوار یاغی به کارگردانی ریچارد راش و با بازی جک نیکلسون می باشد.